# Relazioni bilaterali tra Canada e Stati Uniti
Le relazioni tra Canada e Stati Uniti coprono le relazioni bilaterali tra i paesi adiacenti del Canada e negli Stati Uniti.
Storicamente le relazioni tra il Canada e gli Stati Uniti sono state estese, dato un confine condiviso e sempre crescenti stretti legami culturali, economici e somiglianze. Il patrimonio storico e culturale condiviso ha portato a una delle relazioni internazionali più stabili e reciprocamente vantaggiose al mondo. Per entrambi i paesi, il livello degli scambi reciproci è al primo posto del totale annuo combinato import-export. Il turismo e la migrazione tra le due nazioni hanno aumentato i rapporti, ma la sicurezza dei confini è stata rafforzata dopo gli attacchi terroristici dell'11 settembre contro gli Stati Uniti nel 2001.
Gli Stai Uniti hanno una popolazione di circa 9,25 volte maggiore rispetto al Canada e hanno influenza culturale ed economica dominante. A partire dalla rivoluzione americana, quando i lealisti anti-americani fuggirono in Canada, in Canada si levarono voci che mettevano in guardia contro il dominio o l'annessione degli Stati Uniti. La Guerra del 1812 ha visto invasioni oltre confine. Nel 1815 la guerra finì con il confine immutato e smilitarizzato, così come i Grandi Laghi. Gli inglesi cessarono di aiutare gli attacchi dei nativi americani contro gli Stati Uniti e gli Stati Uniti non tentarono mai più di invadere il Canada. A parte piccole incursioni, la relazione è rimasta pacifica.